# Ересос
Ересо̀с (на гръцки: Ερεσός) е паланка в Североизточна Гърция, област Северен Егей. Разположена е на югозападния бряг на остров Лесбос, а населението на Ересос е около 1097 души (2001).

## Личности
Родени в Ересос
- Сафо (7 век пр.н.е. – 6 век пр.н.е.), поетеса